# Линда (Башкортостан)
Линда (баш. Линда) — деревня в Муниципальном районе Альшеевский район Республики Башкортостан, относится к Абдрашитовскому сельсовету.
По данным переписи населения, в ней проживают башкиры (2002).

## История
Основана деревня в 1930 как поселение работников созданной в то же время Альшеевского совхоза и первоначально называлась п. Линдовского отделения совхоза (назван по располагавшемуся рядом хутора Линда, основанного эстонцами в конце XIX века).
С 1934 учитывается как п. Линдовского отделения Раевского совхоза. С 2005 современный статус, с 2007 — современное название, с 2008 — в составе Абдрашитовского сельсовета.
Статус деревня посёлок Линдовского отделения Раевского совхоза приобрёл согласно Закону Республики Башкортостан от 20 июля 2005 года N 211-з «О внесении изменений в административно-территориальное устройство Республики Башкортостан в связи с образованием, объединением, упразднением и изменением статуса населенных пунктов, переносом административных центров», ст.1

6. Изменить статус следующих населенных пунктов, установив тип поселения — деревня:

…
2) в Альшеевском районе:

…

ц) поселка Линдовского отделения Раевского совхоза Крымского сельсовета;

До 10 сентября 2007 года называлась деревней Линдовского отделения Раевского совхоза. Переименование прошло согласно Постановлению Правительства РФ от 10 сентября 2007 г. N 572 «О присвоении наименований географическим объектам и переименовании географических объектов в Республике Адыгея, Республике Башкортостан, Ленинградской, Смоленской И Челябинской областях», вместе с 12 населёнными пунктами района:

 переименовать в Республике Башкортостан:

в Альшеевском районе — деревню разъезда Аврюз в деревню Григорьевка, село Демского отделения Раевского совхоза в село Дим, деревню Зеленоклиновского отделения Кызыльского совхоза в деревню Зелёный Клин, деревню Красноклиновского отделения Раевского совхоза в деревню Красный Клин, деревню Линдовского отделения Раевского совхоза в деревню Линда, деревню 1-го отделения Кызыльского совхоза в деревню Сулпан, село сельхозтехникума в село Ким, деревню разъезда Слак в деревню Хусаин, деревню хозяйства Заготскота в деревню Шишма, деревню 3-го отделения совхоза «Шафраново» в деревню Каменка, село совхоза «Шафраново» в село Мечниково, деревню 2-го отделения Кызыльского совхоза в деревню Ярташлы; 
До 2008 года входила в Крымский сельсовет.
19 ноября 2008 года, в связи с упразднением село Крымского сельсовета, деревня Линда вошла в состав Абдрашитовского сельсовета (Закон Республики Башкортостан от 19.11.2008 N 49-з «Об изменениях в административно-территориальном устройстве Республики Башкортостан в связи с объединением отдельных сельсоветов и передачей населённых пунктов»).

## Население
| 2002 | 2009 | 2010 |
| ---- | ---- | ---- |
| 119  | ↘114 | ↗116 |

Историческая численность населения: 1939—228 чел.; 1959—205; 1989—132; 2002—119; 2010—116 человек.

## Инфраструктура
Начальная школа (филиал средней школы с. Крымский).